# Pentanine
Pentanine is het laatste muziekalbum uitgegeven door Pierre Moerlen's Gong. De vorige albums hadden min of meer nog wat met Gong te maken, deze bevat geen enkele aanwijzing meer richting die kant. Het lijkt er op dat Moerlen dit album alleen nog onder die naam kwijt kon bij het platenlabel. Moerlen wordt begeleid door musici uit Rusland.

## Musici
- Pierre Moerlen - drums, vibrafoon, xylofoon en programmering;
- Arkaday Kuznetsov - gitaar;
- Alexei Pleschunov - basgitaar;
- Meehail Ogodorov - toetsen en percussie, blokfluit en stem;(soundscapes voor tracks 1 en 7)
- Alexander Lutsky - trompet op Montagnes russes.

## Tracks
Alle tracks zijn gecomponeerd door Moerlen, behalve de soundscapes voor tracks 1 en 7:
- Flyin' high; 5:49;
- Airway to seven; 4:37;
- Pentanine I; 3:38;
- Au chalet; 4:40;
- Trip à la mode; 4:49;
- Réminiscence; 6:46;
- Interlude; 0:40;
- Classique; 7:12;
- Làcheur; 6:11;
- Bleu nuit; 3:54;
- Pentanine II; 2:11;
- Montagnes russes; 7:04;
- Troyka; 4:33.

Het album bevat melodieuze jazzrock, bijna fusion.   